# Ас-Сайлія
Спортивний клуб «Ас-Сайлія» або «Ас-Сайлія» (араб. نادي السيلية الرياضي) — катарський футбольний клуб із міста Доха, який виступає в Найвищому дивізіоні чемпіонту Катару. Домашні поєдинки проводить на стадіоні «Ахмед бін Алі».

## Історія
Клуб було засновано 10 жовтня 1995 році під назвою Аль-Кадсія. З 2003 року виступає під своєю теперішньою назвою, Ас-Сайлія.
За підсумками сезону 2006 року клуб понизився в класі після того, як посів місце в нижній частині турнірної таблиці Найвищого дивізіону. Клуб виграв плей-оф за право виходу до Найвищого дивізіону за підсумками сезону 2007/08 років, але знову вилетів з нього в сезоні 2010/11 років. Пізніше вони знову виграли плей-оф за право виходу до елітного дивізіону чемпіонату Катару, проте вже наступного сезону покинули його. Проте завдяки рішенню про розширення Найвищого дивізіону до 14 команд «Ас-Сайлія» зберегла своє місце у вищому дивізіоні національного чемпіонату.

## Досягнення
- Другий дивізіон чемпіонату Катару з футболу
  -  Чемпіон (4): 2002/03, 2004/05, 2006/07, 2011/12

- Кубок ліги Другого дивізіону чемпіонату Катару
  -  Володар (3): 1998, 2005, 2011

- Кубок шейха Яссіма
  -  Фіналіст (1): 2007

- Кубок зірок Катару
  -  Володар (2): 2021/21, 2021/22

- Кубок Футбольної асоціації Катару
  -  Володар (1): 2021

## Хронологічна лінія
Останнє оновлення: 6 січня 2014 року.
| Сезон   | Примітки                                                  |
| ------- | --------------------------------------------------------- |
| 1994/95 | Засновано клуб Кадісія СК.                                |
| 1997/98 | Перемога в Кубку ліги Другого дивізіону Катару.           |
| 2002/03 | Виграв плей-оф за право виходу до Найвищого дивізіону.    |
| 2002/03 | Команда U–19 стала переможцем національного чемпіонату.   |
| 2002/03 | Клуб змінив назву на «Ас-Сайлія».                         |
| 2003/04 | Команда вилетіла з Найвищого дивізіону.                   |
| 2003/04 | Команда U–19 стала переможцем національного чемпіонату.   |
| 2004/05 | Перемога в Кубку ліги Другого дивізіону Катару.           |
| 2004/05 | Виграв плей-оф за право виходу до Найвищого дивізіону.    |
| 2005/06 | Команда вилетіла з Найвищого дивізіону.                   |
| 2006/07 | Виграв плей-оф за право залишитися в Найвищому дивізіоні. |
| 2010/11 | Команда вилетіла з Найвищого дивізіону.                   |
| 2011/12 | Виграв плей-оф за право виходу до Найвищого дивізіону.    |

## Статистика вистпів клубу
| Сезог   | Ліга     | Ліга              | Ліга | Ліга | Ліга | Ліга | Ліга | Ліга | Ліга | Ліга |
| Сезог   | Дивізіон | Міс.              | Іг.  | В    | Н    | П    | ЗМ   | ПМ   | РМ   | Очк  |
| ------- | -------- | ----------------- | ---- | ---- | ---- | ---- | ---- | ---- | ---- | ---- |
| 2003/04 | НД       | 10-те (вибування) | 18   | 0    | 4    | 14   | 20   | 61   | −41  | 4    |
| 2005/06 | НД       | 10-те (вибування) | 27   | 5    | 8    | 14   | 29   | 47   | −18  | 23   |
| 2007/08 | НД       | 8-ме              | 27   | 7    | 6    | 14   | 33   | 46   | −13  | 27   |
| 2008/09 | НД       | 9-те              | 27   | 5    | 5    | 17   | 31   | 58   | −27  | 20   |
| 2009/10 | НД       | 11-те             | 22   | 4    | 7    | 11   | 16   | 28   | −12  | 19   |
| 2010/11 | НД       | 11-те (вибування) | 22   | 3    | 6    | 13   | 25   | 47   | −22  | 15   |

## Відомі гравці
- Алі Абдулкарім
- Мешал Абдулла
- Муамер Абдулраб
- Яссер Абубакар
- Абдулла Афіта
- Абдулкарім Аль-Алі
- Шахін Алі
- Алі Алуб
- Каліфа Аль-Аммарі
- Отман Аль-Акіб
- Ахмед Аль-Аскер
- Махмуд Аттія
- Абдулгадір Ільяс Бакур
- Муса Аль-Барака
- Мубарак Аль-Белуши
- Абдулла Аль-Берік
- Альмер Аль-Доссарі
- Алі Меджбель Фартус
- Абдулла аль-Файхані
- Ганем Хаддаф
- Абдурахман Аль-Харазі
- Хамад аль-Харбі
- Абдурауф Хусссейн
- Гаїт Джумаа
- Фахад Кальфан
- Саяф аль-Корбі
- Султан аль-Куварі
- Алі Рахма аль-Маррі
- Магід Мохамед
- Гадер Муса
- Наїф Мубарак
- Мансур Муфтах
- Абдул Гафур Мурад
- Калед Наваф
- Мохаммед Салах аль-Ніл
- Хамад аль-Обейді
- Абдулатіф Салах
- Еїсса Шаабан
- Вахід Мохаммед Тахер
- Міргані аль-Заїн
- Карім Керкар
- Язід Мансурі
- Брахім Зафур
- Саєд Махмуд Джалал
- Анселму Тадеу Сильва ду Насіменту
- Марселу Раміру Камачу
- Бруну Сазаріне Константіну
- Едер Лусіану
- Рожер Галера Флореш
- Жозе Артур Санчеш Філью
- Габріель Сшахт
- Кенеді Сильва Реїш
- Денніш Соужа ді Гуедеш
- Марселу Тавареш
- Веллінгтон Данташ ді Жезуш
- Жилберту Вілліам Фаббру
- Мумуні Дагано
- Ів Діба Ілунга
- Ваель Гомаа
- Мохаммед Шаабан
- Тіті Камара
- Мустафа Карім
- Самер Саїд
- Нанду Марія Невеш
- Ніколя Альнуджи
- Поль Ало'о
- Рауль Лое
- Жан-Еммануель Еффа Овона
- Карлос Пресіадо
- Кім Ґі Хий
- Сін Джин Хой
- Бабу Сідіку Барро
- Абдулає Сіссе
- Аруна Діндан
- Принс Дає
- Надер аль-Тархуні
- Фаузі Ааіш
- Нуреддін Зіяті
- Ахмед Мубарак аль-Махайджрі
- Бадар аль-Маймані
- Мубарак аль-Сааді
- Саїд Сувайлім аль-Шун
- Рікарду Кошта
- Драгош Грігоре
- Алі аль-Кайбарі
- Маджді Сіддік
- Мустафа Дабо
- Папа Джибріль
- Мохаммед Еньясс
- Мобелло Баба Кейта
- Омар Ібрахім Хаммад
- Мохаммед Мудатхер
- Махмаду Альфайор Ба
- Адекамб Олуфаде
- Ламжед Шехуді
- Іссам Джемаа
- Халед Корбі
- Жозе-Карл П'єр-Фарфан
- Давід Маззонсіні
- Мішель Н'дрі
- Вілліам Пруньє

## Відомі тренери
Станом на 6 червня 2012 року.
| Сезон                       | Тренер            | Національність       |
| --------------------------- | ----------------- | -------------------- |
| 2002/03                     | Саад Хафез        | Ірак                 |
| 2003                        | Паулу Кампуш      | Бразилія             |
| 2003/04                     | П'єр Ляшантр      | Франція              |
| 2004                        | Аднан Джирджал    | Ірак                 |
| 2004                        | Жозе Паулу        | Бразилія             |
| 2004/05                     | Амарілдо          | Бразилія             |
| 2005                        | Вамід Мунір       | Ірак                 |
| 2005/06                     | Жозе Паулу        | Бразилія             |
| 2007                        | Ладислас Лозано   | Франція              |
| 2007/08                     | Жозе Паулу        | Бразилія             |
| 2008/09                     | Небойша Вучкович  | Сербія               |
| 2009/10                     | Джемал Хаджиабдич | Боснія і Герцеговина |
| 1 липня 2010–8 жовтня 2012  | Улі Штіліке       | Німеччина            |
| 8 жовтня 2012–1 лютого 2013 | Махер Канзарі     | Туніс                |
| 1 лютого 2013–6 червня 2013 | Абдулла Мубарак   | Катар                |
| 6 червня 2013–              | Самі Трабелсі     | Туніс                |